# ミッドランド郡 (ミシガン州)
ミッドランド郡（英: Midland County）は、アメリカ合衆国ミシガン州の郡である。人口は8万3494人（2020年）。郡庁所在地はミッドランドであり、同郡で人口最大の都市である。

## 地理
アメリカ合衆国国勢調査局に拠れば、郡域全面積は527.89平方マイル (1,367.2 km2)であり、このうち陸地521.19平方マイル (1,349.9 km2)、水域は6.70平方マイル (17.4 km2)で水域率は1.27%である。
ミッドランド郡はフリント/トリシティーズ地域に属している。

### 交通

#### 主要高規格道路
- アメリカ国道10号線
- アメリカ国道10号線産業道路、ミッドランド市に入る環状線
- ミシガン州道18号線
- ミシガン州道20号線
- ミシガン州道30号線

#### 空港
航空旅客定期便はフリーランド近くのMBS国際空港とフリントのビショップ国際空港から発着している。その他に一般用途空港であるジャック・バーストウ市民空港がある。

#### 公共交通
郡内には公共輸送手段としての定期サービスは無い。住民は2つの政府が後援する機関に前もって予約することで、乗降・輸送を期待できる。ミッドランド市内であれば「ダイアル・ア・ライド」であり、市外かつ郡内ならば「カウンティ・コネクション」であり、通常無料である。

### 隣接する郡
- グラッドウィン郡 - 北
- ベイ郡 - 東
- サギノー郡 - 南東
- グラティオット郡 - 南
- イサベラ郡 - 西
- クレア郡 - 北西

## 人口動態
以下は2000年の国勢調査による人口統計データである。
| 基礎データ - 人口: 82,874人 - 世帯数: 31,769 世帯 - 家族数: 22,683 家族 - 人口密度: 61人/km2（159人/mi2） - 住居数: 33,796軒 - 住居密度: 25軒/km2（65軒/mi2） 人種別人口構成 - 白人: 95.50% - アフリカン・アメリカン: 1.05% - ネイティブ・アメリカン: 0.40% - アジア人: 1.49% - 太平洋諸島系: 0.03% - その他の人種: 0.44% - 混血: 1.09% - ヒスパニック・ラテン系: 1.55% 先祖による構成 - ドイツ系：28.6% - イギリス系：11.5% - アメリカ人：10.2% - アイルランド系：8.9% - ポーランド系：6.1% 言語による構成 - 英語：96.7% - スペイン語：1.6% | 年齢別人口構成 - 18歳未満: 26.9% - 18-24歳: 8.7% - 25-44歳: 29.2% - 45-64歳: 23.2% - 65歳以上: 12.0% - 年齢の中央値: 36歳 - 性比（女性100人あたり男性の人口） - 総人口: 96.3 - 18歳以上: 93.3 世帯と家族（対世帯数） - 18歳未満の子供がいる: 34.9% - 結婚・同居している夫婦: 60.1% - 未婚・離婚・死別女性が世帯主: 8.1% - 非家族世帯: 28.6% - 単身世帯: 23.5% - 65歳以上の老人1人暮らし: 9.0% - 平均構成人数 - 世帯: 2.56人 - 家族: 3.04人 収入と家計 - 収入の中央値 - 世帯: 45,674米ドル - 家族: 55,483米ドル - 性別 - 男性: 45,656米ドル - 女性: 27,470米ドル - 人口1人あたり収入: 23,383米ドル - 貧困線以下 - 対人口: 8.4% - 対家族数: 5.7% - 18歳未満: 9.5% - 65歳以上: 7.5% |

## 政治
ミッドランド郡は圧倒的に共和党を支持しており、民主党を支持する隣接サギノー郡やベイ郡と対照的である。
2008年アメリカ合衆国大統領選挙では、共和党候補のジョン・マケインが22,263票、50.83%を獲得し、対する民主党のバラク・オバマは20,701票、47.26%だった。ただしオバマは10%以上の得票率差でミシガン州を制した。
2004年では、共和党大統領のジョージ・W・ブッシュが24,369票、56.31%を獲得し、民主党のジョン・ケリーは18,355票、42.41%だった。
2000年、ブッシュは21,887票、56.28%、民主党のアル・ゴアは 15,959 票、41.04%だった。

## 郡政府
郡政府は郡監獄の運営、地方道の維持、地方裁判所の運営、権利譲渡と抵当権設定記録など重要記録の維持、公衆衛生規制の管理、福祉など社会サービスの項目で州の施策への参加を行う。郡政委員会は予算を管理するが、法や条例を作るのは限定付き権限である。ミシガン州では、警察と消防、建設と区画割、税評価、街路維持など地方政府の大半機能は個々の都市と郡区の責任である。郡保安官は予算カットのためにパトロール部門を持っていない。元のパトロール警官は市民援助対応部門に務めており、援助要請に応えている。

## 郡区
ミッドランド郡は下記16の郡区に分割されている。

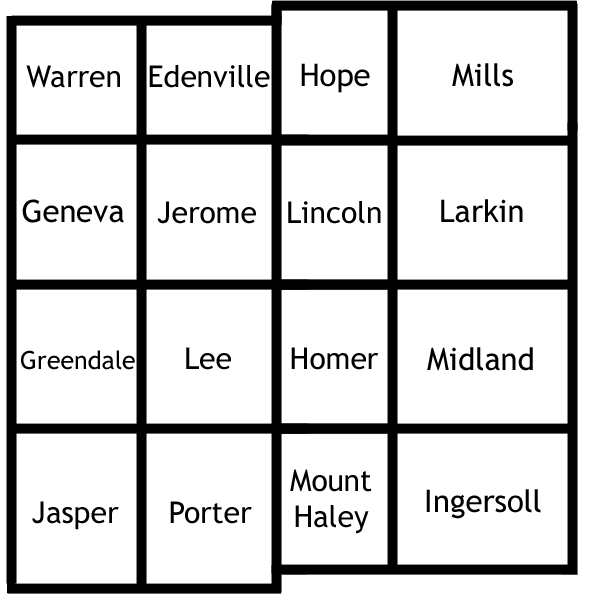
ミッドランド郡区図

| - イーデンビル - ジェネバ - グリーンデール - ホーマー | - ホープ - インガソル - ジャスパー - ジェローム | - ラーキン・チャーター - リー - リンカーン - ミッドランド・チャーター | - ミルズ - マウントヘイリー - ポーター - ウォーレン |  |

## 都市と町
| 都市 - コールマン - ミッドランド - 郡庁所在地 | 村 - サンフォード |

## 宗教
ミッドランド郡はローマ・カトリック教会サギノー教区に属している。